# Giovanni Spinelli (aartsbisschop)
Giovanni Maria Spinelli (†1770) was een Italiaans rooms-katholiek aartsbisschop.

## Biografie
Giovanni Spinelli werd geboren uit een oude Italiaanse katholieke adellijke familie, het huis Spinelli. In 1767, vier jaar voor zijn dood, werd hij benoemd tot aartsbisschop van Messina. Hij zou dit ambt bekleden tot aan zijn dood in 1770. Hij werd opgevolgd door Scipione Ardoino Alcontres.